# Jan Duczymiński
Jan Duczymiński z Duczymina herbu Rogala – chorąży ciechanowski w 1661 roku, łowczy ciechanowski w 1659 roku.
Podpisał elekcję Jana II Kazimierza Wazy z ziemią nurską. Poseł sejmiku ciechanowskiego na sejm 1659, 1661, 1662, 1664/1665, 1666 (I) roku, poseł na sejm nadzwyczajny 1668 roku. Poseł na sejm konwokacyjny 1668 roku z ziemi ciechanowskiej. Był członkiem konfederacji generalnej zawiązanej 5 listopada 1668 roku na tym sejmie.